# Mistrzostwa Korei Południowej w Lekkoatletyce 2010
Mistrzostwa Korei Południowej w Lekkoatletyce 2010 – zawody lekkoatletyczne, które odbyły się w Daegu 7 i 8 czerwca.
W eliminacyjnym biegu na 100 metrów Kim Gook-young ustanowił czasem 10,31 rekord Korei Południowej, który poprawił w biegu półfinałowym (10,23).

## Rezultaty

### Mężczyźni
| Konkurencja:                  | 1. miejsce                                          | Rezultat |
| Bieg na 100 m                 | Lim Hee-nam                                         | 10,34    |
| Bieg na 200 m                 | Jeon Duk-hyung                                      | 20,65    |
| Bieg na 400 m                 | Park Bong-ko                                        | 45,63    |
| Bieg na 800 m                 | Kang Seok-young                                     | 1:49,55  |
| Bieg na 1500 m                | Shin Sang-min                                       | 3:46,00  |
| Bieg na 5000 m                | Baek Seung-ho                                       | 14:05,91 |
| Bieg na 10000 m               | Jeon Eun-hoi                                        | 29:46,29 |
| Bieg na 110 m przez płotki    | Park Tae-kyong                                      | 13,66    |
| Bieg na 400 m przez płotki    | Kim Dae-hong                                        | 50,52    |
| Bieg na 3000 m z przeszkodami | Chang Min-sik                                       | 9:12,28  |
| Chód na 20 km                 | Byun Young-jun                                      | 1:28:17  |
| Sztafeta 4 x 100 m            | Yoo Min-woo Jung Gi-hwa An Byun-sun Chung Kyong-won | 40,38    |
| Skok wzwyż                    | Ji Jae-hyung                                        | 2,15     |
| Skok o tyczce                 | Jin Min-sup                                         | 5,25     |
| Skok w dal                    | Kwok Chang-man                                      | 7,74     |
| Trójskok                      | Kim Deok-hyeon                                      | 16,77    |
| Pchnięcie kulą                | Hwang In-sung                                       | 17,85    |
| Rzut dyskiem                  | Choi Jong-bum                                       | 53,81    |
| Rzut młotem                   | Lee Yun-chul                                        | 66,30    |
| Rzut oszczepem                | Jung Sang-jin                                       | 80,89    |
| Dziesięciobój                 | Kim Kun-woo                                         | 7580 pkt |

### Kobiety
| Konkurencja:                  | 1. miejsce                                         | Rezultat |
| Bieg na 100 m                 | Kim Ha-na                                          | 11,78    |
| Bieg na 200 m                 | Kim Ha-na                                          | 23,98    |
| Bieg na 400 m                 | Kim Dong-hyun                                      | 55,55    |
| Bieg na 800 m                 | Shon Soo-yeon                                      | 2:07,58  |
| Bieg na 1500 m                | Huh Yeon-jung                                      | 4:32,66  |
| Bieg na 5000 m                | Chung Bok-eun                                      | 16:36,16 |
| Bieg na 10000 m               | Choi Kyung-hee                                     | 35:44,97 |
| Bieg na 100 m przez płotki    | Lee Yeon-kyoung                                    | 13,00 NR |
| Bieg na 400 m przez płotki    | Park Young-hee                                     | 58,94    |
| Bieg na 3000 m z przeszkodami | Shim Mi-young                                      | 10:53,89 |
| Chód na 20 km                 | Weon Aseas-byeol                                   | 1:42:54  |
| Sztafeta 4 x 100 m            | Kim Min-young Kim Tae-kyong Kim Ha-na Jung Soon-ok | 46,05    |
| Skok wzwyż                    | Cha Hyeon-jeon                                     | 1,75     |
| Skok o tyczce                 | Choi Yun-hee                                       | 4,30     |
| Skok w dal                    | Jung Soon-ok                                       | 6,39     |
| Trójskok                      | Cho Eun-jung                                       | 13,31    |
| Pchnięcie kulą                | Lee Mi-young                                       | 16,18    |
| Rzut dyskiem                  | Lee Yeon-kyoung                                    | 52,01    |
| Rzut młotem                   | Kang Na-ru                                         | 58,58    |
| Rzut oszczepem                | Kim Kyung-ae                                       | 55,53    |
| Siedmiobój                    | Jung Su-hye                                        | 5048 pkt |